# Херес, Мариано
Мариа́но Рубе́н Хе́рес (исп. Mariano Rubén Gerez; род. 19 января 2006, Кильмес, Буэнос-Айрес) — аргентинский футболист, атакующий полузащитник клуба «Ланус».

## Клубная карьера
Херес — воспитанник клуба «Ланус». 28 октября 2024 года в матче против «Атлетико Тукуман» он дебютировал в аргентинской Примере.

## Международная карьера
В 2023 году Херес в составе юношеской сборной Аргентины принял участие в юношеском чемпионате Южной Америки в Эквадоре. На турнире он сыграл в матчах против команд Боливии, Перу, Чили, Эквадора, Парагвая, Бразилии и дважды Венесуэлы. В том же году Херес принял участие в юношеском чемпионате мира в Индонезии. На турнире он сыграл в матчах против Сенегала, Японии, Польши, Венесуэлы, Бразилии, Германии и Мали.
В 2025 году Херес в составе молодёжной сборной Аргентины принял участие в молодёжном чемпионате Южной Америки в Венесуэле.